# 1991 en bande dessinée
| Années de la bande dessinée : 1988 - 1989 - 1990 - 1991 - 1992 - 1993 - 1994    |
| Décennies de la bande dessinée : 1960 - 1970 - 1980 - 1990 - 2000 - 2010 - 2020 |

Cet article présente les faits marquants de l'année 1991 en bande dessinée.

## Évènements
- 25 au 27 janvier : 18e Festival international de la bande dessinée d'Angoulême : Festival d'Angoulême 1991.
- avril : Aux États-Unis, sortie de Dark Horse Presents Fifth Anniversary Special (contenant la première partie de Sin City, le polar de Frank Miller) chez Dark Horse Comics
- août : Sortie de X-Force #1 (par Rob Liefeld et Fabian Nicieza : avec X-Men #1 (Chris Claremont et Jim Lee) et Spider-Man #1 (Todd McFarlane), il compose la trinité des meilleurs succès de comics depuis des années) chez Marvel Comics
- 30 août au 1er septembre : 3e Festival de Solliès-Ville
- Le Salon européen de la BD à Grenoble devient Les 5 jours BD de Grenoble organisés par Mosquito (maison d'édition)

## Nouveaux albums
Voir aussi : Albums de bande dessinée sortis en 1991

### Franco-belge
| Sortie    | Titre                                                                                       | Scénariste                          | Dessinateur                           | Coloriste  | Éditeur                  |
| --------- | ------------------------------------------------------------------------------------------- | ----------------------------------- | ------------------------------------- | ---------- | ------------------------ |
| avril     | 421 no 9 : Morgane Angel                                                                    | Stephen Desberg                     | Éric Maltaite                         |            | Dupuis                   |
| décembre  | Alex Nora no 1 : Opération Bolivar                                                          | Gabrielle Borile - Chantal Heuvel   | André Taymans                         |            | Le Lombard               |
| novembre  | Aria no 14 : Le voleur de lumière                                                           | Michel Weyland                      | Michel Weyland                        |            | Le Lombard               |
| octobre   | Astérix no 29 : La rose et le glaive                                                        | René Goscinny - Albert Uderzo       | Albert Uderzo                         |            | Les Éditions Albert René |
| octobre   | BD Ecrivains (1) : Daddy no 1                                                               | Loup Durand                         | René Follet                           |            | Lefrancq                 |
| septembre | BD Ecrivains (2) : Wilt no 1                                                                | André-Paul Duchâteau                | Yves Urbain                           |            | Lefrancq                 |
| août      | BD Evasion (6) : Le Maltais no 1 : On peut toujours négocier                                | Loup Durand                         | Laurent Verron                        |            | Glénat                   |
| janvier   | BD Evasion (7) : Biggles no 2 : Les pirates du Pôle Sud                                     | Francis Bergèse                     | Francis Bergèse                       |            | Lefrancq                 |
| septembre | Bob Morane no 44 : Trois petits singes                                                      | Henri Vernes                        | Coria                                 |            | Le Lombard               |
| juin      | Bobo no 13 : L'oiseau du Diable Vauvert                                                     | Deliège                             | Deliège                               |            | Dupuis                   |
| mars      | Boule et Bill no 23 : Faut rigoler                                                          | Jean Roba                           | Jean Roba                             |            | Dupuis                   |
| octobre   | Bout d’Homme no 2 : La parade des monstres                                                  | Jean-Charles Kraehn                 | Jean-Charles Kraehn                   |            | Glénat                   |
| janvier   | Brougue no 2 : La renarde                                                                   | Franz                               | Franz                                 |            | Blanco                   |
| janvier   | Bruce J. Hawker no 6 : Les bourreaux de la nuit                                             | André-Paul Duchâteau                | William Vance                         |            | Le Lombard               |
| mars      | Carland Cross no 1 : Le golem                                                               | Michel Oleffe                       | Olivier Grenson                       |            | Lefrancq                 |
| avril     | Calvin et Hobbes no 1 : Adieu, monde cruel!                                                 | Bill Watterson                      | Bill Watterson                        |            | Presses de la Cité       |
| septembre | Calvin et Hobbes no 2 : En avant, tête de thon !                                            | Bill Watterson                      | Bill Watterson                        |            | Presses de la Cité       |
| mars      | Cédric no 4 : Papa a de la classe                                                           | Raoul Cauvin                        | Laudec                                |            | Dupuis                   |
| février   | Charly no 1 : Jouet d'enfer                                                                 | Denis Lapière                       | Magda                                 |            | Dupuis                   |
| janvier   | Chronique de la maison Le Quéant no 6 : Rubicon                                             | Daniel Bardet                       | Patrick Jusseaume                     |            | Glénat                   |
| octobre   | Clifton no 14 : Le clan Mac Grégor                                                          | Bob de Groot                        | Bédu                                  |            | Le Lombard               |
| avril     | Cœur brûlé no 1 : Le Chemin-qui-marche                                                      | Patrick Cothias                     | Jean-Paul Dethorey                    |            | Glénat                   |
| février   | Cubitus no 24 : Tout ça c'est des Histoires                                                 | Dupa                                | Dupa                                  |            | Le Lombard               |
| décembre  | Cubitus no 25 : Cubitus, chien sans accroc                                                  | Dupa                                | Dupa                                  |            | Le Lombard               |
| février   | Cupidon no 2 : Philtre d'amour                                                              | Raoul Cauvin                        | Malik                                 |            | Dupuis                   |
| septembre | Cupidon no 3 : Baiser de feu                                                                | Raoul Cauvin                        | Malik                                 |            | Dupuis                   |
| novembre  | Dan Cooper no 40 : Alerte sur le Clem                                                       | Albert Weinberg                     | Albert Weinberg                       |            | Dargaud                  |
| février   | Le Destin de Sarah, no 4 : La cité des fusains                                              | Marc Hernu                          | Marc Hernu                            | Marc Hernu | Glénat                   |
| mai       | Du côté de chez Poje no 2 : La tournée du patron                                            | Raoul Cauvin                        | Louis-Michel Carpentier               |            | Dupuis                   |
| novembre  | Durango no 10 : La proie des chacals                                                        | Yves Swolfs                         | Yves Swolfs                           |            | Alpen Publishers         |
| mai       | Eva Medusa no 1 : Toi, le venin...                                                          | Antonio Segura                      | Ana Mirallès                          |            | Glénat                   |
| octobre   | Giacomo C. no 4 : Le maître et son valet                                                    | Jean Dufaux                         | Griffo                                |            | Glénat                   |
| novembre  | Hannah no 1 : Les cavaliers de la mort                                                      | Jean Annestay - Paul-Loup Sulitzer  | Franz                                 |            | Dupuis                   |
| avril     | Histoires de l'Histoire Tome 8 : Richard Cœur-de-Lion : L'épée et la Croix                  | Yves Duval                          | Philippe Delaby                       |            | Le Lombard               |
| mars      | Histoires de l'Histoire Tome 9 : Le crépuscule des braves                                   | Frank Giroud                        | Philippe Tarral                       |            | Le Lombard               |
| avril     | Histoires de l'Histoire Tome 10 : Les Templiers : Le sang de la gloire                      | Benoît Despas                       | José Pires                            |            | Le Lombard               |
| juin      | Histoires de l'Histoire Tome 11 : Wallenstein : Les Années du Diable                        | Diego Couturier                     | Robert Lebersorg                      |            | Le Lombard               |
| septembre | Histoires de l'Histoire Tome 12 : Guerrero : La flèche et le feu                            | Jean-Luc Vernal                     | Jeronaton                             |            | Le Lombard               |
| juin      | Isabelle no 8 : La lune gibbeuse                                                            | Yvan Delporte                       | Will                                  |            | Dupuis                   |
| septembre | Jackson no 3 : Les revenants                                                                | Frank Giroud                        | Marc-Renier                           |            | Le Lombard               |
| mai       | Jérôme K. Jérôme Bloche no 7 : Un oiseau pour le chat                                       | Alain Dodier                        | Alain Dodier                          |            | Dupuis                   |
| janvier   | Jim Cutlass no 2 : L'homme de la Nouvelle-Orleans                                           | Jean-Michel Charlier - Jean Giroud  | Christian Rossi                       |            | Casterman                |
| septembre | Jimmy Boy no 3 : Robinson des glaces                                                        | Dominique David                     | Dominique David                       |            | Dupuis                   |
| décembre  | Jimmy Tousseul no 5 : Le Royaume du léopard                                                 | Stephen Desberg                     | Daniel Desorgher                      |            | Dupuis                   |
|           | Jo HS : Jo                                                                                  | Derib                               | Derib                                 |            | Le Lombard               |
| octobre   | Jojo no 4 : Le Mystère Violaine                                                             | Geerts                              | Geerts                                |            | Dupuis                   |
| juin      | Julie, Claire, Cécile no 8 : A plein cœur!                                                  | Bom                                 | Sidney                                |            | Le Lombard               |
| avril     | Julien Boisvert no 2 : Grisnoir                                                             | Dieter                              | Michel Plessix                        |            | Delcourt                 |
| novembre  | L'Agent 212 no 13 : Un flic flanche                                                         | Raoul Cauvin                        | Daniel Kox                            |            | Dupuis                   |
| août      | L'homme de java no 2 : L'Australien                                                         | Pierre-Yves Gabrion                 | Pierre-Yves Gabrion                   |            | Vents d'Ouest            |
| novembre  | L'Île des morts no 1 : In cauda venenum                                                     | Thomas Mosdi                        | Guillaume Sorel                       |            | Vents d'Ouest            |
| septembre | L'Incal : John Difool avant l'Incal no 3 : Croot                                            | Alejandro Jodorowsky                | Zoran Janjetov                        |            | Les Humanoïdes Associés  |
| janvier   | La famille Castagnette no 1 : Qu'est-ce qu'on a fait pour mériter ça!                       | Perez Navarro                       | Sempere                               |            | Glénat                   |
| septembre | Largo Winch no 2 : Le Groupe W                                                              | Jean Van Hamme                      | Philippe Francq                       |            | Dupuis                   |
| juillet   | Le Boche no 2 : Zigzags                                                                     | Éric Stalner                        | Daniel Bardet                         |            | Glénat                   |
| janvier   | Le Chat no 4 : Le Quatrième Chat                                                            | Philippe Geluck                     | Philippe Geluck                       |            | Casterman                |
| juin      | Le Cycle de Taï-Dor no 4 : La Veuve Noire I                                                 | Serge Le Tendre - Rodolphe          | Jean-Luc Serrano                      |            | Vents d'Ouest            |
| avril     | Le Masque de fer no 1 : Le Temps des comédiens                                              | Patrick Cothias                     | Marc-Renier                           |            | Glénat                   |
| mars      | Le Monde du Garage Hermétique no 3 : Le Retour de Jouk                                      | Jean-Marc Lofficier - Moebius       | Eric Shanower                         |            | Les Humanoïdes Associés  |
| septembre | Léonid et Spoutnika no 2 : Papa, maman, Lénine et moi                                       | Yann                                | Philippe Bercovici                    |            | Marsu Productions        |
| janvier   | Le Pays des elfes - Le Pays des elfes no 9 : La Pierre magique                              | Wendi Pini                          | Wendi Pini                            |            | Vents d'Ouest            |
| juillet   | Le Petit Spirou no 2 : Tu veux mon doigt ?                                                  | Tome                                | Janry                                 |            | Dupuis                   |
| décembre  | Le Phénix et le Dragon no 1 : Le prince-sage                                                | Pham Minh Son                       | Pham Minh Son                         |            | Glénat                   |
| novembre  | Le Roi Vert no 1 : La Traque                                                                | Jean Annestay - Paul-Loup Sulitzer  | Jacques Armand - Christian Rossi      |            | Dupuis                   |
| mai       | Le Scrameustache no 21 : L'Œuf astral                                                       | Walt                                | Gos                                   |            | Dupuis                   |
| avril     | Le Vent des Dieux no 5 : La balade de Mizu                                                  | Patrick Cothias                     | Philippe Adamov                       |            | Glénat                   |
| décembre  | Le Vent des Dieux no 6 : L'ordre du ciel                                                    | Patrick Cothias                     | Thierry Gioux                         |            | Glénat                   |
| septembre | Léonid et Spoutnika no 2 : Papa, Maman, Lenine et Moi                                       | Yann                                | Philippe Bercovici                    |            | Marsu Productions        |
| avril     | Les 4 As no 28 : L'Empire caché                                                             | Georges Chaulet                     | François Craenhals - Jacques Debruyne |            | Casterman                |
| octobre   | Les Sept Vies de l'Épervier no 7 : La Marque du Condor                                      | Patrick Cothias                     | André Juillard                        |            | Glénat                   |
| mai       | Les Aigles décapitées no 5 : Saint-Malo de L'Isle                                           | Jean-Charles Kraehn                 | Jean-Charles Kraehn - Michel Pierret  |            | Glénat                   |
| janvier   | Les Casseurs no 18 : Dérapage à l'Est                                                       | André-Paul Duchâteau                | Christian Denayer                     |            | Le Lombard               |
| septembre | Les Chemins de Malefosse no 6 : Tschäggättä                                                 | Daniel Bardet                       | François Dermaut                      |            | Glénat                   |
| avril     | Les Enquêtes du Chat-Tigre no 1 : Les Galopins de la rue Haute                              | André-Paul Duchâteau                | Didier Desmit                         |            | Le Lombard               |
| avril     | Les Femmes en blanc no 8 : Six foies neufs                                                  | Raoul Cauvin                        | Philippe Bercovici                    |            | Dupuis                   |
| octobre   | Les oubliés d'Annam (2)                                                                     | Frank Giroud                        | Lax                                   |            | Dupuis - Aire libre      |
| mai       | Les Motards no 7 : Les chevaliers moto toniques                                             | Charles Degotte                     | Charles Degotte                       |            | Dupuis                   |
| juin      | Les Petits Hommes no 27 : C + C = Boum                                                      | Séron                               | Séron                                 |            | Dupuis                   |
| février   | L'intégrale des pieds nickelés Tome 6 : Réfrment - Le casse des PN - Profitent des vacances | René Pellos                         | René Pellos                           |            | Vents d'Ouest            |
| avril     | L'intégrale des pieds nickelés Tome 7 : En Afrique - S'expatrient - A l'opéra               | René Pellos                         | René Pellos                           |            | Vents d'Ouest            |
| juillet   | L'intégrale des pieds nickelés Tome 8 : Rempilent - Guyane - Aux grandes manœuvres          | René Pellos                         | René Pellos                           |            | Vents d'Ouest            |
| octobre   | L'intégrale des pieds nickelés Tome 9 : Sont honnêtes - Producteurs - Préhistoriens         | René Pellos                         | René Pellos                           |            | Vents d'Ouest            |
| avril     | Les Schtroumpfs no 15 : L'étrange réveil du Schtroumpf paresseux                            | Peyo                                | Peyo                                  |            | Cartoon Creation         |
| janvier   | Les Tours de Bois-Maury no 7 : William                                                      | Hermann                             | Hermann                               |            | Glénat                   |
| juillet   | Les Tuniques bleues no 32 : Les Bleus en folie                                              | Raoul Cauvin                        | Lambil                                |            | Dupuis                   |
| mars      | Loïc Francœur no 4 : Quatre joyaux pour un fantôme                                          | Bernard Capo                        | Bernard Capo                          |            | Le Lombard               |
| janvier   | Lou Smog no 3 : Dakota fantôme                                                              | Georges Van Linthout                | Georges Van Linthout                  |            | Le Lombard               |
| septembre | Lucky Luke no 60 : L'amnésie des Dalton                                                     | Xavier Fauche - Jean Léturgie       | Morris                                |            | Lucky Productions        |
| novembre  | Marsupilami no 6 : Fordlandia                                                               | Franquin - Yann                     | Batem                                 |            | Marsu Productions        |
| novembre  | L'encyclopédie du Marsupilami de Franquin HS : La Grande Énigme                             | Jean-Luc Cambier - Éric Verhoest    | Batem                                 |            | Marsu Productions        |
| mars      | Mauro Caldi no 4 : La Baie des menteurs                                                     | Denis Lapière                       | Michel Constant                       |            | Alpen Publishers         |
| mai       | Metropoles no 3 : Latitude nord                                                             | Michel Danverre                     | Peter Li                              |            | Le Lombard               |
| janvier   | Michel Vaillant no 54 : L'Affaire Bugatti                                                   | Jean Graton                         | Jean Graton                           |            | Graton éditeur           |
| juin      | Missié Vandisandi                                                                           | Hermann                             | Hermann                               |            | Dupuis - Aire libre      |
| février   | Monsieur Jean t. 1 : L’Amour, la concierge                                                  | Charles Berberian - Philippe Dupuy  | Charles Berberian - Philippe Dupuy    |            | Les Humanoïdes Associés  |
| octobre   | Monstrueusement drôles no 1                                                                 | Jean-Pierre Putters                 | Jean-Pierre Putters                   |            | Vents d'Ouest            |
| mai       | Neige no 4 : Intermezzo                                                                     | Didier Convard                      | Gine                                  |            | Glénat                   |
| septembre | Névé no 1 : Bleu regard                                                                     | Dieter                              | Emmanuel Lepage                       |            | Glénat                   |
| janvier   | Pacush Blues no 7 : Septième saut : Variations sur un thème imposé                          | Ptiluc                              | Ptiluc                                |            | Vents d'Ouest            |
| septembre | Papyrus no 14 : L'île cyclope                                                               | Lucien de Gieter                    | Lucien de Gieter                      |            | Dupuis                   |
| juin      | Pierre Tombal no 8 : Trou dans la couche d'os jaune                                         | Raoul Cauvin                        | Hardy                                 |            | Dupuis                   |
| novembre  | Pour l'Amour de l'Art no 1 : L'Affaire Van Rotten                                           | Serge Le Tendre - Pascale Rey       | Béhé                                  |            | Dargaud                  |
| avril     | Ric Hochet no 49 : L'Exécuteur des ténèbres                                                 | André-Paul Duchâteau                | Tibet                                 |            | Le Lombard               |
| octobre   | Ric Hochet no 50 : Le Crime de l'an 2000                                                    | André-Paul Duchâteau                | Tibet                                 |            | Le Lombard               |
| novembre  | Rourke no 1 : La Mort est toujours bonne                                                    | Paul-Loup Sulitzer - Jean Annestay  | Marvano                               |            | Dupuis                   |
| avril     | Sade One shot : L'aigle, mademoiselle                                                       | Jean Dufaux                         | Griffo                                |            | Glénat                   |
| novembre  | Sammy no 28 : Cigarettes et whisky                                                          | Raoul Cauvin                        | Berck                                 |            | Dupuis                   |
| octobre   | Santiag no 20 : Santiag                                                                     | Jean Dufaux                         | Renaud                                |            | Glénat                   |
| mars      | Soda no 3 : Tu ne buteras point                                                             | Tome                                | Bruno Gazzotti                        |            | Dupuis                   |
| septembre | Sophie no 19 : L'odyssée du U 522                                                           | Jidéhem                             | Jidéhem                               |            | Dupuis                   |
| décembre  | Spirou et Fantasio no 43 : Vito la Déveine                                                  | Tome                                | Janry                                 |            | Dupuis                   |
| septembre | Sur la route de Selma HS                                                                    | Tome                                | Philippe Berthet                      |            | Dupuis - Aire libre      |
| mai       | Sylvain de Rochefort no 2 : Les oubliés                                                     | Bom                                 | Thierry Cayman                        |            | Le Lombard               |
| janvier   | Tendre Banlieue no 5 : Samantha                                                             | Tito                                | Tito                                  |            | Casterman                |
| septembre | Tendre Banlieue no 6 : Le tournage                                                          | Tito                                | Tito                                  |            | Casterman                |
| septembre | The Black Hawk Line no 2 : Escale en pleine révolte                                         | Jack Staller                        | Jack Staller                          |            | Le Lombard               |
| mai       | Théodore Poussin no 5 : Le Trésor du Rajah Blanc                                            | Frank Le Gall                       | Frank Le Gall                         |            | Dupuis                   |
| juin      | Thorgal no 17 : La Gardienne des clés                                                       | Jean Van Hamme                      | Grzegorz Rosiński                     |            | Le Lombard               |
| janvier   | Tif et Tondu no 39 : Coups durs                                                             | Stephen Desberg                     | Will                                  |            | Dupuis                   |
| avril     | Timon des Blés no 4 : Les manteaux noirs                                                    | Daniel Bardet                       | Erik Arnoux                           |            | Glénat                   |
| janvier   | Les Timour no 29 : Aux temps d'avant                                                        | Xavier Snoeck                       | Sirius                                |            | Dupuis                   |
| septembre | Trent no 1 : L'homme mort                                                                   | Rodolphe                            | Luiz Eduardo de Oliveira              |            | Dargaud                  |
| novembre  | Vasco no 10 : Les chiens de Bâhrâm Ghör                                                     | Gilles Chaillet                     | Gilles Chaillet                       |            | Le Lombard               |
| janvier   | Victor Sackville no 5 : Mort sur la Tamise                                                  | François Rivière - Gabrielle Borile | Francis Carin                         |            | Le Lombard               |
| décembre  | Victor Sackville no 6 : L'otage de Barcelone                                                | François Rivière - Gabrielle Borile | Francis Carin                         |            | Le Lombard               |
| octobre   | XIII no 8 : Treize contre un                                                                | Jean Van Hamme                      | William Vance                         |            | Dargaud                  |
| septembre | Yakari no 17 : Le monstre du lac                                                            | Job                                 | Derib                                 |            | Casterman                |
| mars      | Yoko Tsuno no 18 : Les exilés de Kifa                                                       | Roger Leloup                        | Roger Leloup                          |            | Dupuis                   |

### Comics
| Sortie | Titre       | Scénariste | Dessinateur | Coloriste | Éditeur |
| ------ | ----------- | ---------- | ----------- | --------- | ------- |
| ?      | à compléter |            |             |           |         |
| ?      | …           |            |             |           |         |

### Mangas
| Sortie | Titre       | Scénariste | Dessinateur | Coloriste | Éditeur |
| ------ | ----------- | ---------- | ----------- | --------- | ------- |
| ?      | à compléter |            |             |           |         |
| ?      | …           |            |             |           |         |

## Décès
- 14 janvier : Harry Shorten, scénariste de comics, créateur de The Shield le premier héros patriotique
- 4 avril : Graham Ingels, dessinateur de comics.
- 27 avril : Rob-Vel (Spirou et Fantasio)
- 6 mai : Guido Martina
- 27 juin : Virginia Huget, autrice de comic strips
- 4 juillet : Art Sansom, auteur de comic strip
- 15 octobre : Antonio Canale
- 21 décembre : Sheldon Mayer, auteur de comics